# 和久是安
和久 是安（わく ぜあん、天正6年（1578年） - 寛永15年8月（1638年））は、安土桃山時代末期から江戸時代前期の武士、書家。名は俊英。字は宗友。通称は半左衛門。是安は号。父は和久宗是、母は和久掃部の娘。

## 経歴・人物
天正6年大坂に生まれる。近衛信尹にまなび近衛流（三藐院流）を手中にした。画もよくした。豊臣秀頼の右筆をつとめ、のち伊達政宗にまねかれ1000石をあたえられた。